# Луганчик
Луганчик — река на Украине, правый приток Северского Донца (бассейн Дона). Длина — 83 км. Площадь водосборного бассейна — 636 км². Пойма двусторонняя, шириной до 300—500 м, местами заболоченная. Русло извилистое, шириной 3-5 м, глубиной 0,5-1 м, на отдельных участках расчищенное и обвалованное. На реке сооружено водохранилище, более 10 прудов. Используется для сельскохозяйственных и бытовых потребностей, водоснабжения, орошения. В долине есть источники минеральных вод, которые используют для водолечения.
Однако уже давно река эта притоком Северского Донца являться не может (разве что в хорошую погоду весною) — уже в районе Новосветловки вода в ней попросту отсутствует, а сама река постепенно становится достоянием истории.

## Отделение реки от устья
Один из жителей села Новооанновка, некий гр-н К., в 2007 году повернул русло небольшой речки Луганчик и собрал воду в маленькое озерцо у своего дома. У берега импровизированного водоёма появилась беседка — прекрасное место для отдыха. В общем, получается так, что один человек решил судьбу реки, самовольно распорядившись её ресурсами. Да и своих односельчан лишил возможности пользоваться водоёмом.
По словам организации «Молодежь Луганщины за чистую экологию», «русло правого притока Северского Донца — реки Луганчик — незаконно перегорожено в районе села Новоанновка ещё осенью 2007 года». Эта речка была рыбохозяйственным водоёмом, здесь нерестились виды рыб, которые занесены в Красную книгу Украины: вырезуб, елец Данилевского, шемаи, рыбец. В Луганчике водились щука, сазан, плотва, лещ, карась и другие.
В течение двух лет река отгорожена от устья, из-за этого был нарушен экологический баланс в природе, нерест редчайших видов рыб не происходил. Более того, нерестилища погибли, кормовая база (зоопланктон, фитопланктон, зообентос) также была уничтожена. Прямой ущерб и ущерб от потери потомства, который рассчитывается по специальной методике — по каждому виду рыб отдельно, показал, что убыток, нанесённый рыбному хозяйству реки Луганчик в районе Новоанновки, составил более 10 млн грн", — пояснил журналистам Роман Бутов, председатель общественной организации.

## Происшествие 21 января 2009
По свидетельствам очевидцев, 21 января в Краснодонском районе на территории Новоанновского сельсовета в 15 метрах от речки Луганчик в 4-5 км вверх по течению от с. Красное случился прорыв нефтепровода «Россия — Лисичанск». Вокруг места прорыва образовалось нефтяное озеро 100 на 70 метров. Хозяева нефтепровода пытались самостоятельно справиться с аварией, но неудачно — нефть пошла вниз по течению реки.
Только 28 января об аварии стало известно сотрудникам МЧС и экологам.
По данным Краснодонского РО МЧС, на участке 118,4 нефтепровода «Лисичанск-Тихорецк» произошло загрязнение грунта мазутной смесью.
На место аварии выехала бригада спасателей Краснодонского РО МЧС. По прибытии на место было установлено, что на данном участке неизвестными лицами был открыт кран для слива нефти на неработающем более года нефтепроводе, труба которого была заполнена водой.
Вследствие чего из нефтепровода вытекло около 40 м³ водно-нефтяной смеси, которой было загрязнено приблизительно 1540 квадратных метров грунта, и часть смеси попала в реку Луганчик.
По протоколу Отдела экологического контроля, территория загрязнения нефтепродуктами составила более 2 тысяч м², река загрязнена вниз по течению на протяжении 0,5 км.
На месте аварии также присутствовали начальник Нефтеперекачивающей станции «Лугансквода», государственные инспекторы по охране окружающей среды, специалисты межрайотдела по использованию и охране земель.
Сотрудниками Лисичанской нефтеперекачивающей станции ведутся работы по удалению нефти с загрязненной территории.
Последствия и материальные убытки от аварии ещё предстоит посчитать.
По Закону загрязнение площади свыше 300 м². считается экологической катастрофой.

## Населённые пункты
- Червоная Поляна (исток)
- Ореховка
- Шёлковая Протока
- Волнухино
- Новофёдоровка
- Петро-Николаевка
- Верхняя Ореховка
- Пятигоровка
- Первозвановка
- Андреевка
- Красное
- Новоанновка
- Видно-Софиевка
- Катериновка
- Комиссаровка
- Новосветловка
- Валиевка
- Вишнёвый Дол
- Лобачёво
- Бурчак-Михайловка
- Николаевка (устье на Северском Донце)